# جبلة (منظمة)
يونغواتش بلورينج (بالألمانية: Jungwacht Blauring) اختصار (Jubla) هي منظمة سويسرية للأطفال والشباب، وهي واحدة من أكبر منظمات الأطفال والشباب في سويسرا، وهي عضو في فيمكاب.

## التاريخ
تأسست مجموعة Jungwacht الأولى في 26 يونيو 1932 في بيرسفيلدن كمنظمة للشباب الكاثوليك. وفي وقت لاحق، قامت العديد من الأبرشيات الأخرى في سويسرا بتأسيس مجموعات Jungwacht. وتم اختيار دون بوسكو راعيًا للمنظمة.
ثم تأسست Blauring في عام 1933 كمنظمة للشابات الكاثوليكيات. يرمز مصطلح Ring إلى المجتمع وتم اختيار مصطلح Blau لأن اللون الأزرق هو لون الأنثى. وفي عام 2009 تم دمج المنظمتين رسميا على المستوى الوطني.